# Macaroni and cheese

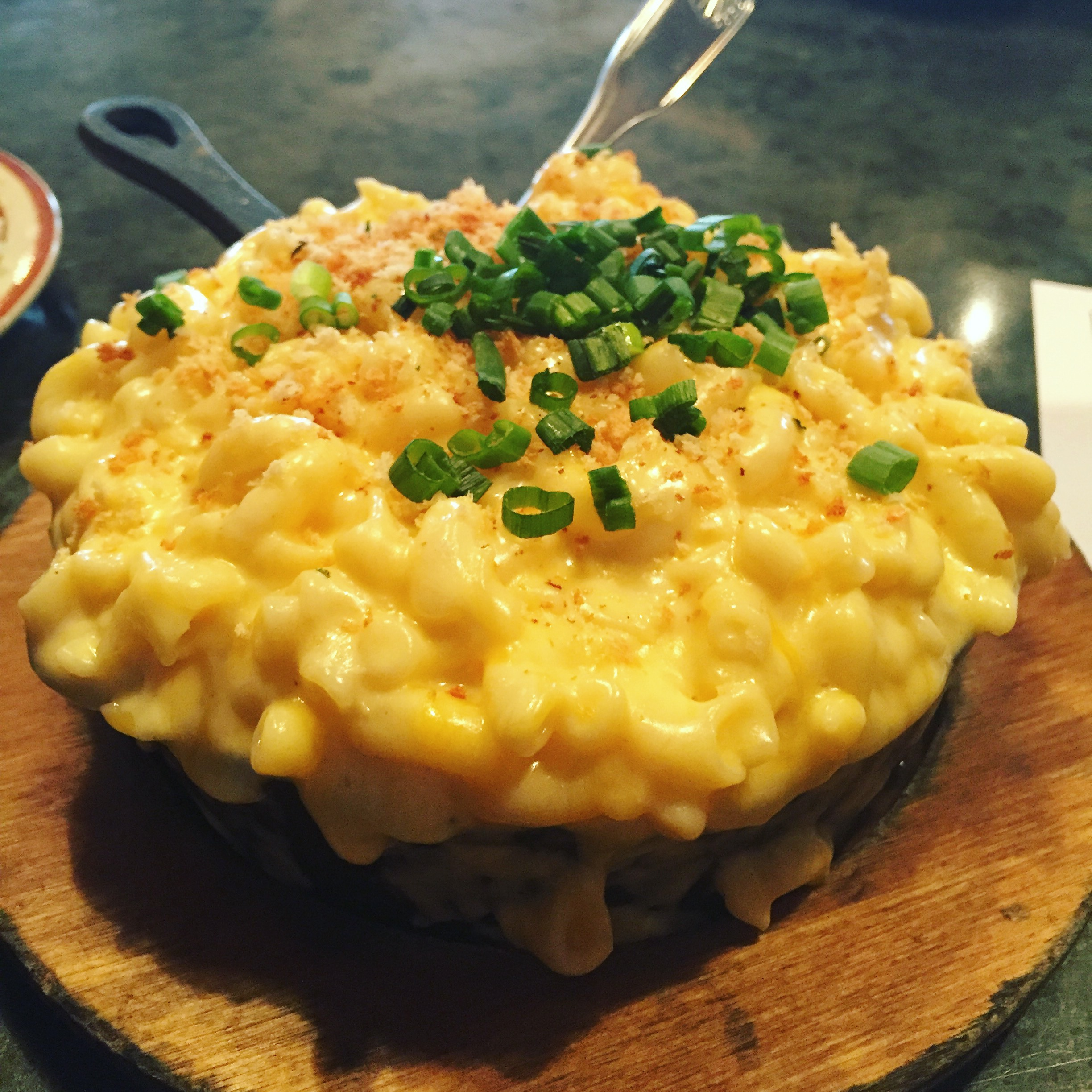
Mac 'n' cheese.

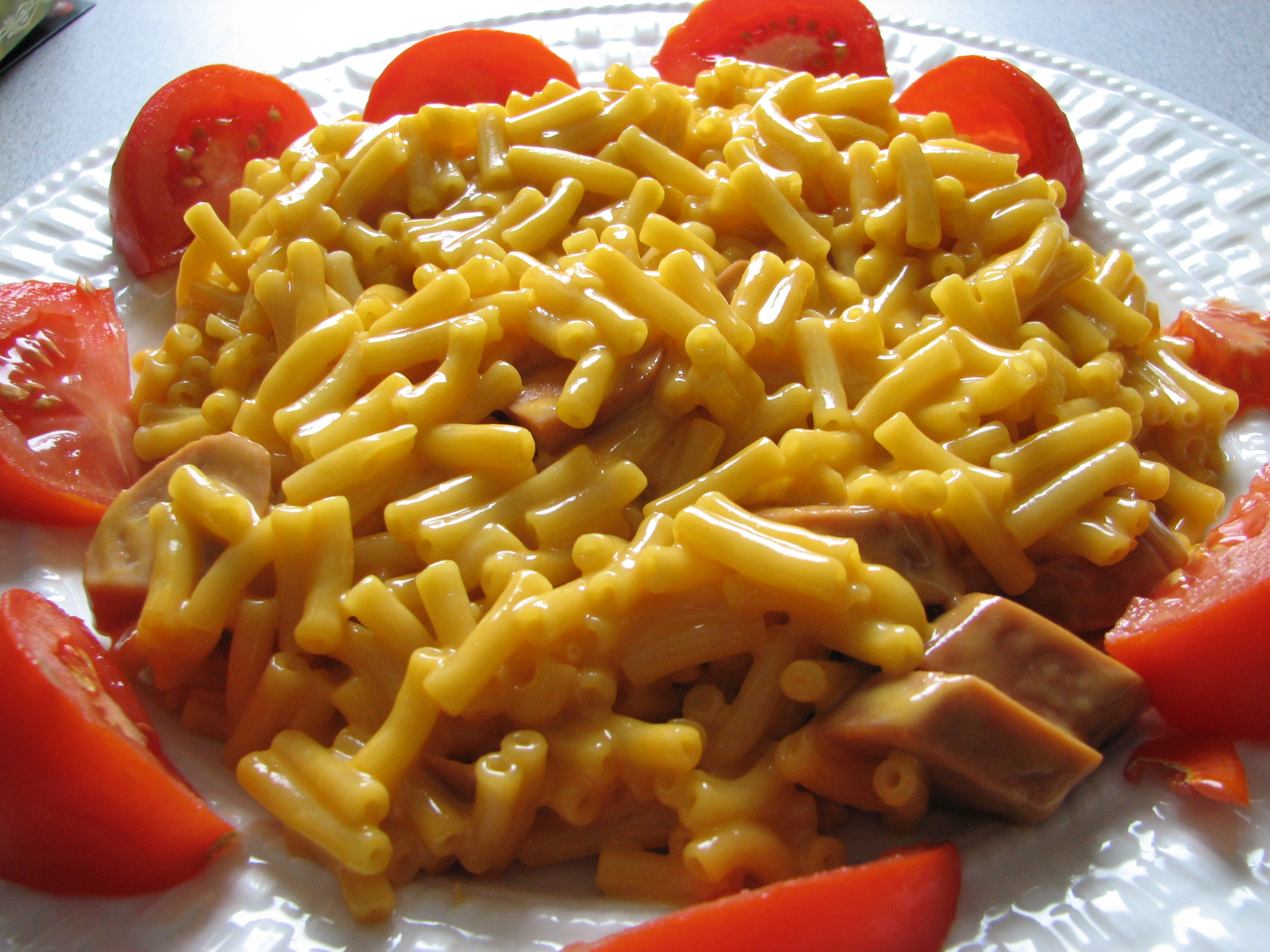
En tallrik med Kraft Foods Mac and Cheese, serverat med tomater och skivade vegetariska korvar.

Macaroni and cheese, kallat macaroni cheese i Storbritannien, och förkortat mac 'n' cheese i delar av USA och Kanada, är en vanlig pastarätt. Rätten avser ofta en kombination av kokta rörmakaroner och en ostsås. Vanligen gratineras den i ugn tills ovansidan får färg och en skorpa, likt en pastagratäng. Det finns även färdigmixer som tillagas i kastrull på spisen eller i mikrovågsugn.
Det går även att använda andra korta pastavarianter. Ostsåsen består ofta i grunden av en béchamelsås med cheddar, men recept kan även innehålla andra ostar som rökt gouda och parmesan samt ströbröd och worcestershiresås. Varianter kan även göras med smältostskivor.
Macaroni and cheese serveras ofta som tillbehör till annan mat, såsom stekt kyckling eller grillat.